# 안드레이 키빌료프
안드레이 미하일로비치 키빌료프(러시아어: Андре́й Миха́йлович Кивилёв, 1973년 9월 20일~2003년 3월 12일)는 카자흐스탄의 사이클 선수이다.